# Kanhopatra
Kanhopatra (oder Kanhupatra) war eine hinduistische Heilige aus dem 15. Jahrhundert. Sie kam aus Maharashtra und wird bis heute von der Varkari Gemeinschaft verehrt.

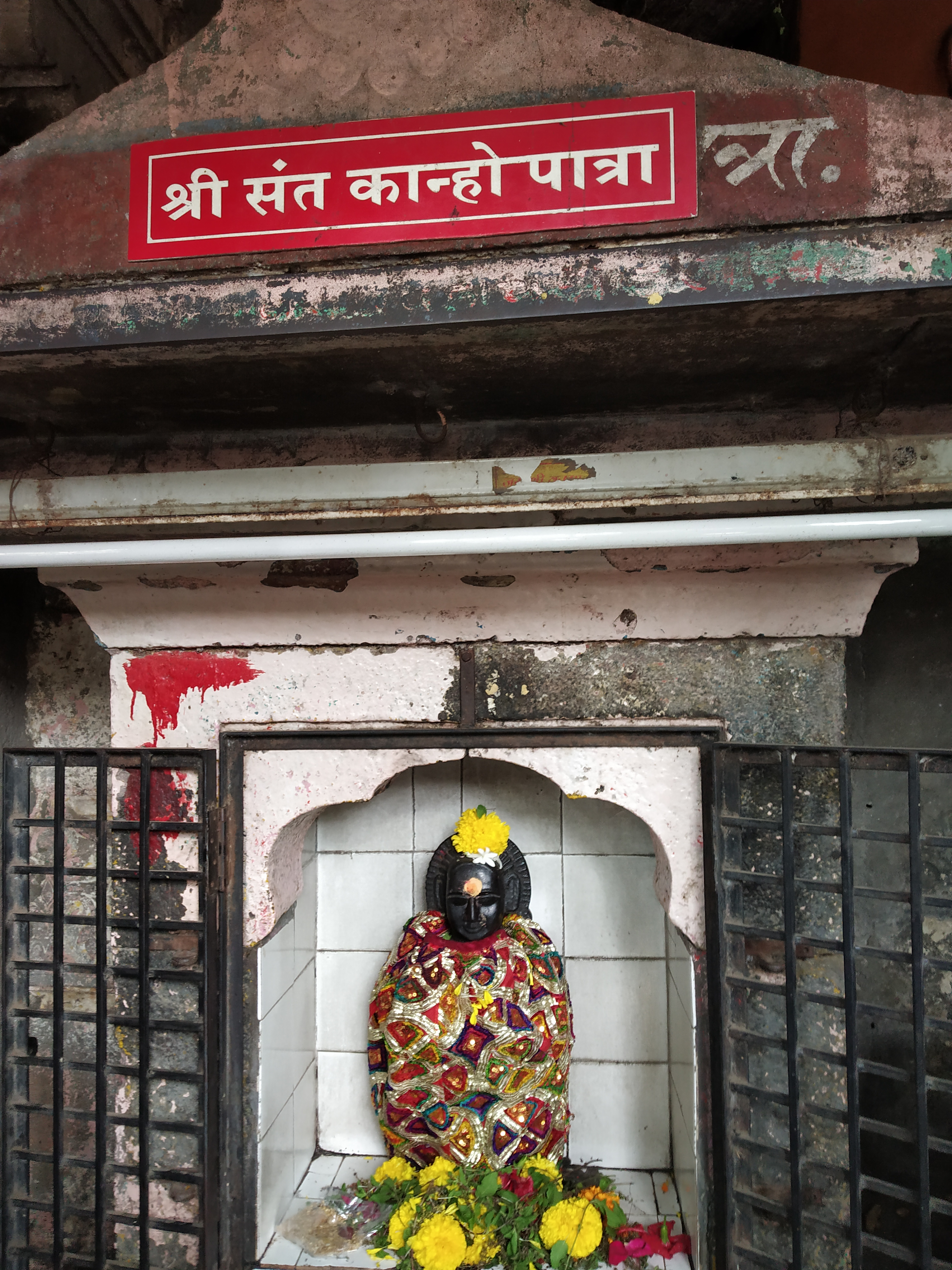
Kanhopatra

Über Kanhopatra ist wenig bekannt. Kanhopatra war eine Kurtisane und Tänzerin. Diese Berichte konzentrieren sich in der Regel auf ihren Tod, als sie sich entschied, sich dem Hindu-Gott Vithoba zu ergeben, anstatt eine Konkubine des Badshah (König) von Bidar zu werden. Sie starb im Tempel von Vithoba in Pandharpur. Sie ist die einzige Person, deren samadhi (Mausoleum) sich auf dem Gelände des Tempels befindet.
Kanhopatra schrieb in Marathi Gedichte der Formen Ovi und Abhanga, die von ihrer Hingabe an Vithoba und ihrem Kampf um ein Gleichgewicht zwischen ihrer Frömmigkeit und ihrem Beruf erzählen. In ihren Gedichten fleht sie Vithoba (Vitthala) an, sie aus den Fängen ihres Berufs zu befreien. Etwa dreißig ihrer Abhangas haben überlebt und werden auch heute noch gesungen. Sie ist die einzige weibliche Varkari-Heilige, die die Heiligkeit allein aufgrund ihrer Hingabe erlangt hat, ohne die Unterstützung eines Gurus, eines männlichen Varkari-Heiligen oder eines parampara (Tradition oder Abstammung).

## Leben
Die Geschichte von Kanhopatra wurde über Jahrhunderte weitergegeben wurden. Die meisten Erzählungen berichten übereinstimmend von ihrer Geburt durch die Kurtisane Shama und ihrem Tod im Vithoba-Tempel, als der Badshah von Bidar sie suchte. Die Personen Sadashiva Malagujar (ihr angeblicher Vater) und Hausa, das Dienstmädchen, kommen jedoch nicht in allen Erzählungen vor.

### Frühes Leben

Kanhopatra singt zu Vithoba

Kanhopatra war die Tochter einer reichen Kurtisane und Tänzerin namens Shama oder Shyama, die in der Stadt Mangalvedha in der Nähe von Pandharpur lebte, dem Standort von Vithobas Haupttempel. Abgesehen von Kanhopatra ist Mangalwedhe auch der Geburtsort der Varkari-Heiligen Chokhamela und Damaji.
Shama war sich über die Identität von Kanhopatras Vater nicht sicher, vermutete aber, dass es sich um den Stadtoberhaupt Sadashiva Malagujar handelte. Kanhopatra verbrachte ihre Kindheit im palastartigen Haus ihrer Mutter und wurde von mehreren Dienstmädchen bedient, aber aufgrund des Berufs ihrer Mutter war Kanhopatras sozialer Status erniedrigend niedrig.
Kanhopatra wurde von frühester Kindheit an in Tanz und Gesang ausgebildet, damit sie den Beruf ihrer Mutter ergreifen konnte. Sie wurde eine begabte Tänzerin und Sängerin. Ihre Schönheit wurde mit der Apsara (himmlische Nymphe) Menaka verglichen. Shama schlug vor, dass Kanhopatra den Badshah (muslimischer König) besuchen sollte, der ihre Schönheit bewundern und ihr Geld und Juwelen schenken würde, aber Kanhopatra lehnte entschieden ab. Traditionelle Erzählungen besagen, dass Shama wollte, dass Kanhopatra heiratet, aber Kanhopatra sehnte sich nach Vitthoba, Krishna. Die Gelehrte Tara Bhavalkar sagt, dass Kanhopatras Heirat verboten war, da es für die Tochter einer Kurtisane gesellschaftlich nicht akzeptabel war, zu heiraten.
Die meisten Berichte erklären, dass Kanhopatra in das Leben der Kurtisane gezwungen wurde, obwohl sie es verabscheute, während einige sagen, dass Kanhopatra es entschieden ablehnte, Kurtisane zu werden.

### Pfad der Hingabe
Sadashiva Malagujar, Kanhopatras angeblicher Vater, hörte von Kanhopatras Schönheit und wollte sie tanzen sehen, aber Kanhopatra weigerte sich. Daraufhin begann Sadashiva, Kanhopatra und Shama zu belästigen. Shama versuchte ihn davon zu überzeugen, dass er der Vater von Kanhopatra sei und sie deshalb verschonen sollte, aber Sadashiva glaubte ihr nicht. Als er seine Belästigungen fortsetzte, verringerte sich Shamas Reichtum langsam. Schließlich entschuldigte sich Shama bei Sadashiva und bot ihm an, ihm Kanhopatra zu schenken. Kanhopatra floh jedoch als Magd verkleidet nach Pandharpur, mit Hilfe ihrer alten Magd Hausa.
In einigen Legenden wird Hausa – der als Varkari beschrieben wird – für Kanhopatras Reise zur Hingabe verantwortlich gemacht. In anderen Berichten werden die Varkari-Pilger genannt, die auf ihrem Weg zum Vithoba-Tempel in Pandharpur an Kanhopatras Haus vorbeikamen. Einer Geschichte zufolge fragte sie zum Beispiel einen vorbeikommenden Varkari nach Vithoba. Der Varkari sagte, Vithoba sei „großzügig, weise, schön und vollkommen“, seine Herrlichkeit sei unbeschreiblich und seine Schönheit übertreffe die von Lakshmi, der Göttin der Schönheit. Kanhopatra fragte weiter, ob Vithoba sie als Anhängerin akzeptieren würde. Die Varkari versicherte ihr, dass Vithoba sie akzeptieren würde, so wie er die Magd Kubja akzeptierte, Der sündige König Ajamila und der sogenannte „Unberührbare“ Heilige Chokhamela. Diese Zusicherung bestärkte sie in ihrem Entschluss, nach Pandharpur zu gehen. In Versionen der Legende, in denen Sadashiva nicht vorkommt, bricht Kanhopatra sofort mit den Varkari-Pilgern nach Pandharpur auf – und singt das Loblied auf Vithoba – oder überredet ihre Mutter, sie nach Pandharpur zu begleiten.
Als Kanhopatra zum ersten Mal das Vithoba-Bildnis von Pandharpur sah, sang sie in einem Abhanga, dass ihr spirituelles Verdienst erfüllt sei und sie gesegnet sei, Vithobas Füße gesehen zu haben. Sie hatte in Vithoba die unvergleichliche Schönheit gefunden, die sie in ihrem Bräutigam suchte. Sie „vermählte“ sich mit dem Gott und ließ sich in Pandharpur nieder. Sie zog sich aus der Gesellschaft zurück. Kanhopatra zog in eine Hütte in Pandharpur mit Hausa und lebte ein asketisches Leben. Sie sang und tanzte im Vithoba-Tempel und reinigte ihn zweimal am Tag. Sie gewann den Respekt der Menschen, die sie für eine arme Bauerntochter hielten, die von der Liebe zu Vithoba verrückt geworden war. In dieser Zeit verfasste Kanhopatra viele Gedichte, die Vithoba gewidmet waren.

### Tod

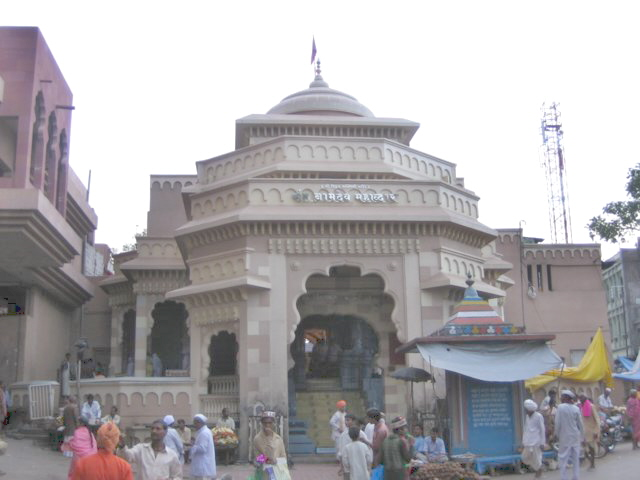
Haupteingang vom Vithoba Tempel, Pandharpur, wo Kanhopatra's Samadhi liegt.

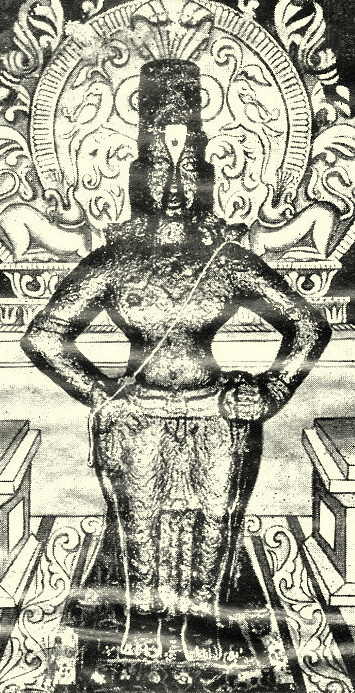
Ein Bild der Vithoba Murti, Pandharpur, in die Kanhopatra der Legende nach eingegangen ist.

Während dieser Zeit suchte Sadashiva, der sich durch Kanhopatras Weigerung beleidigt fühlte, die Hilfe des Badshah (König) von Bidar. Als der Badshah Geschichten über Kanhopatras Schönheit hörte, befahl er ihr, seine Konkubine zu werden. Als sie sich weigerte, schickte der König seine Männer, um sie mit Gewalt zu holen. Kanhopatra flüchtete sich in den Vithoba-Tempel. Die Soldaten des Königs belagerten den Tempel und drohten, ihn zu zerstören, wenn Kanhopatra nicht an sie ausgeliefert würde. Kanhopatra bat um ein letztes Treffen mit Vithoba, bevor er mitgenommen wurde.
Es wird angenommen, dass Kanhopatra viele Abhangas verfasst hat, aber die meisten wurden nicht in schriftlicher Form festgehalten: nur dreißig ihrer Abhangas oder Ovis sind heute noch erhalten. Dreiundzwanzig Verse ihrer Gedichte sind in der Anthologie der Varkari-Heiligen mit dem Titel Sakal sant-gatha enthalten. Die meisten dieser Verse sind autobiografisch, mit einem Element des Pathos.  Ihr Stil wird als schmucklos, leicht verständlich und von schlichtem Ausdruck beschrieben. Deshpande zufolge spiegelt Kanhopatras Poesie das „Erwachen der Unterdrückten“ und den Aufschwung der weiblichen Kreativität wider, der durch das Gefühl der Gleichberechtigung der Geschlechter, das durch die Varkari-Tradition erzwungen wurde, ausgelöst wurde.
Kanhopatras Abhangas schildern häufig ihren Kampf zwischen ihrem Beruf und ihrer Hingabe an Vithoba, die Schutzgottheit der Varkaris. Sie stellt sich selbst als eine Frau dar, die Vithoba zutiefst ergeben ist und ihn anfleht, sie von den unerträglichen Fesseln ihres Berufs zu befreien. Kanhopatra spricht von ihrer Erniedrigung und ihrer Verbannung aus der Gesellschaft aufgrund ihres Berufs und ihrer gesellschaftlichen Stellung. Sie bringt ihren Abscheu vor der Gesellschaft zum Ausdruck, die sie eher als Schönheitsobjekt denn als menschliches Wesen verehrte und sie wegen ihres Berufs verabscheute. Sie beschreibt, wie sie das Objekt lüsterner Gedanken war. Sie macht sich Sorgen, dass sie über den „Rahmen der Liebe Gottes“ hinausging.
Oh Narayana, du nennst dich Retter der Gefallenen

Meine Kaste ist unrein mir fehlt der liebende Glaube

mein Wesen und meine Handlungen sind schändlich.

Die gefallene Kanhopatra bietet sich dir zu Füßen,

eine Herausforderung zu deinen Ansprüchen der Barmherzigkeit.
Kanhopatra bezieht sich auf Vithoba mit Namen wie Narayana (ein Name von Vishnu, der mit Vithoba identifiziert wird), Krishna (eine Inkarnation von Vishnu, identifiziert mit Vithoba), Sripati („Ehemann der Göttin Sri“, ein Beiname von Vishnu) und Manmatha (ein Name von Kamadeva, dem Gott der Liebe, der von Heiligen des Vaishnava zur Beschreibung von Vishnu verwendet wird). Sie bezeichnet Krishna-Vithoba als „Meister der Niedrigen“ und als Mutter. Kanhopatra betont auch, wie wichtig es ist, die Namen Gottes zu wiederholen, und verrät, wie das Chanten seiner Namen ihr geholfen hat. Sie sagt, dass sogar der Tod Gottes Namen fürchten würde, der den sündigen König Ajamila – der in den Himmel aufstieg, als er zufällig auf seinem Sterbebett Gott anrief –, den „Räuber“ Valmiki – der durch das Aussprechen von Gottes Namen in einen großen Weisen verwandelt wurde – und sogar die Prostituierte Pingala gereinigt hat. Kanhopatra sagt, sie trage die Girlande Seiner Namen. She hoped that her chanting would ultimately lead her to salvation. Kanhopatra preist auch die Taten von Dnyaneshwar – dem ersten großen Heiligen der Varkaris – und seiner Geschwister.
Kanhopatras Abhangas zeigen auch ihre Sorge um ihren Körper, ihren Sinn für Verletzlichkeit und ihren Willen, „inmitten der Turbulenzen unberührt zu bleiben“. Sie vergleicht sich selbst mit Nahrung, die von wilden Tieren verschlungen wird – ein Ausdruck, der von männlichen Heiligen nie verwendet wird:
Wenn du dich der Herr der Gefallenen nennst,

warum hebst du, Herr, mich nicht empor?

Wenn ich sage, ich gehöre dir allein,

wer ist dann schuld außer dir

wenn ich von einem anderen genommen werde.

Wenn ein Schakal den Anteil des Löwen nimmt,

ist es der Große, der beschämt wird.

Kanhopatra sagt: „Ich lege meinen Körper zu deinen Füßen,

beschütze ihn, zumindest für deinen Titel.
Laut Ranade wurde dieses Abhanga von Kanhopatra auf Einladung des Königs von Bidar verfasst.
Kanhopatra rät davon ab, bloßes sexuelles Vergnügen zu suchen; sie spricht von den Übeln sexueller Anziehung und zitiert mythologische Figuren, die unter den Folgen sexueller Versuchung litten: den Dämonenkönig Ravana, den Dämon Bhasmasura, den Gottkönig des Himmels Indra und den Mondgott Chandra.

## Legende und Gedenken
Kanhopatra ist formell in der Liste der Sant, was in Marathi Heilige bedeutet, im Text Bhaktavijaya enthalten. Mahipati (1715–1790), ein traditioneller Biograph von Marathi-Heiligen, widmet ihr ein ganzes Kapitel in seinem Bhaktavijaya, in dem er ihre Hingabe an Vithoba preist. In seinem Bhaktalilamrita bezieht sich Mahipati auf Kanhopatra als einen der Heiligen, die um Krishna sitzen (in Maharashtra mit Vithoba identifiziert). Kanhopatra wird von den Vakari-Heiligen-Dichtern als „ein Beispiel für die wirklich geknechteten und verdienten Menschen, die vom barmherzigen Gott gerettet werden“ zitiert. In einem seiner Abhangas verwendet der Varkari-Heilige und Dichter Tukaram (1577 – um 1650) das Beispiel von Kanhopatra und anderen berühmten Heiligen, die in der sozialen Kastenhierarchie niedrig standen, um zu veranschaulichen, dass die Kaste im Vergleich zu Hingabe und Verdienst irrelevant ist. Ihr Tod und ihre Hingabe an Vithoba gilt als „großes Vermächtnis der Selbstachtung in Verbindung mit Spiritualismus“. Kanhopatra gilt als einzigartig, da sie die einzige prominente Frau in Maharashtra ist, die ohne den Rückhalt einer traditionellen Familie zu Ruhm gelangte. Sie wurde in einem Haushalt geboren, in dem Hingabe undenkbar war. Sie ist die einzige weibliche Varkari-Heilige, die nicht mit einem männlichen Varkari-Heiligen verbunden ist, die weder einen Guru noch eine parampara (Tradition oder Abstammung) hat. Es wird angenommen, dass sie die Heiligkeit ausschließlich aufgrund ihrer intensiven Hingabe an Vithoba erlangt hat, eine Hingabe, die sich in ihren Abhangas widerspiegelt.
Kanhopatras Leben wurde 1937 in dem Marathi-Film Kanhopatra (Film) erzählt, der von Bhalji Pendharkar geschrieben und gedreht wurde. Sie war auch das Thema des beliebten Marathi-Dramas Sant Kanhopatra von 1931, in dem Bal Gandharva die Hauptrolle spielte. Kanhopatras Abhangas Aga Vaikunthichya Raya und Patita tu pavanahe; und Nako Devaraya Anta Aata werden in diesem Drama bzw. in dem Marathi-Film Sadhi Manase von 1963 verwendet. Ein Kurzfilm Katha Sant Kanhopatra von Sumeet Video aus dem Jahr 2014 zeigt Pallavi Subhash als Kanhopatra.
Kanhopatras Abhangas werden immer noch in Konzerten und im Radio gesungen, und von Varkaris auf ihrer jährlichen Pilgerreise nach Pandharpur. Der Baum, der an ihrer Grabstätte im Pandharpur-Tempel wuchs, wird von den Anhängern noch heute als ihr Samadhi verehrt. Ein kleiner Schrein ist ihr auch in ihrer Heimatstadt Mangalvedhe gewidmet.